# Бакирова, Айбарчин Аббосовна
Айбарчин (Ойбарчин) Бакирова (27 июня 1950 — 20 марта 2020) — узбекская актриса. Дочь Бакирова Аббаса. Народная артистка Узбекистана (2000).

## Биография
Родилась 27 июня 1950 года в г. Андижане, в семье известного узбекского актёра Аббаса Бакирова.
Окончила Ташкентский театрально-художественный институт (1971).
Член Союза кинематографистов Узбекистана.
Умерла 20 марта 2020 года. Похоронена на Чигатайском кладбище.

## Признание и награды
- Специальный приз Союза кинематографистов Узбекистана за роль Байхотун в фильме «Армон» (1986)
- Заслуженная артистка Узбекской ССР (1989)
- Народная артистка Узбекистана (2000)[3]

## Роли в кино
- 1971 — Драма любви — эпизод
- 1975 — Восход над Гангом — эпизод
- 1986 — Тайное путешествие эмира
- 1986 — Уходя, остаются
- 1987 — Клиника
- 1988 — Взгляд
- 1988 — Чудовище или кто-то другой
- 1988 — Шок («С любовью и болью») ТВ-фильм
- 1989 — Вождь на одну смену
- 1989 — Заговор
- 1990 — Кодекс молчания
- 1990 — Убийца поневоле — Саида
- 1991 — Железный мужчина
- 1992 — Алиф Лейла («Хитрица из сказок 1001 ночи»)
- 1993 — Кош ба кош